# Lazzaretto Vecchio
Lazzaretto Vecchio (Stari lazaret) otok je u Venecijanskoj laguni pokraj Lida. Na otoku se nalazio lazaret u kojem su se držali oboljeli za vrijeme epidemijā kuge iz Venecije. 
Kasnije je poput drugih otoka u laguni pretvoren u vojni garnizon. Površina otoka je 0,0253 km².

## Povijest
Godine 1423. Senat Mletačke Republike odlučio je da se taj otočić upotrijebi kao karantena u kojoj bi se držali ljudi i roba nakon povratka iz sumnjivih krajeva u kojem su epidemije teških zaraznih bolesti česte. Troškove za rad hospicija pokrivala je Mletačka Republika.
Od 1468. lazaret je imao zadatak da prima bolesnike upućene iz Lazzaretto Nuovo, koji je tada otpočeo s radom, za koje su oni, kao prva instanca, posumnjali da su oboljeli.
Lazaret je isprva bio podijeljen u dva dijela kanalom preko kojeg je vodio most. U manjem su bili naoružani stražari, a u većem dijelu kvadratnog oblika nalazila se bolnica, isprva drvena, a kasnije od opeke.
Zgrade lazareta bile su poredane uz mali trg i dva dvorišta. Na trgu je bio ured upravnika (priora) i njegova pomoćnika, a tu su se nalazila skladišta, trgovine, vodosprema i sobe za smještaj putnika u karanteni. Oko prvog dvorišta, koje je izvorno pripadalo klaustru samostana, bile su smještene sobe nadzornika i upravitelja karantene koji su poslije posla išli kući u Veneciju. Oko drugog dvorišta bilo je sto soba za zaražene. Bolnica u lazaretu proširena je 1564. na zemljište dobiveno zatrpavanjem lagune.
Od 1846. do 1965. otok je služio kao vojarna raznih vojski: francuske, austrijske i talijanske. Tijekom ovoga perioda srušena su dva krila samostanskog klaustra, crkva sa zvonikom, salon i drugi objekti. Nakon toga lazaretom je upravljao grad Venecija koja je u početku dala lazaret na korištenje jednoj udruzi za zaštitu životinja, kao azil za napuštene pse. Od 2004. godine otpočeli su radovi na restauraciji i adaptaciji lazareta za budući Nacionalni muzej za arheologiju Venecije i Venecijanske lagune. Prilikom tih radova iskapani su ostatci (kosti) više od 1500 žrtava kuge koje su pokopane na otoku. Analiza njihova DNK-a dat će mnoge informacije o životu u Veneciji u 15. stoljeću.